# Campeonato Peruano de Voleibol Feminino de 2018-19 — Série A
A Liga Nacional de Voleibol Feminino de 2018–19 - Série A por questões de patrocínio Liga Nacional de Voleibol Feminino "Copa Movistar"   foi a 17ª edição desta competição organizada pela FPV. Também será a 49ª edição do Campeonato Peruano de Voleibol Feminino, a principal competição entre clubes de voleibol feminino do Peru. Participaram do torneio dez equipes provenientes de duas regiões peruanas, ou seja, de Liberdade (região) e Lima (região).

## Equipes participantes
| Equipe                              | Cidade   | Última participação | Temporada 2017/2018 |
| ----------------------------------- | -------- | ------------------- | ------------------- |
| Club Alianza Lima Vóley             | Lima     | A1 2017/2018        | 4º                  |
| Circolo Sportivo Italiano           | Lima     | A1 2017/2018        | 8º                  |
| Regatas Lima                        | Lima     | A1 2017/2018        | 3º                  |
| Géminis de Comas                    | Lima     | A1 2017/2018        | 5º                  |
| Deportivo Jaamsa                    | Lima     | A1 2017/2018        | 2º                  |
| Sporting Cristal                    | Lima     | A1 2017/2018        | 6º                  |
| Universidad César Vallejo           | Trujillo | A1 2017/2018        | 9º                  |
| Universidad de San Martín de Porres | Lima     | A1 2017/2018        | 1º                  |
| Túpac Amaru                         | Lima     | A/P 2018            | 1º                  |
| Universidad SISE [REN]              | Lima     | A1 2017/2018        | 7º                  |

Nota
REN ^  Disputou a temporada 2017-18 como Deportivo Alianza.

## Fase classificatória

### Classificação
- Vitória por 3 sets a 0 ou 3 a 1: 3 pontos para o vencedor;
- Vitória por 3 sets a 2: 2 pontos para o vencedor e 1 ponto para o perdedor.
- Não comparecimento, a equipe perde 2 pontos.
- Em caso de igualdade por pontos, os seguintes critérios servem como desempate: número de vitórias, média de sets e média de pontos.

|  |                                                 |
|  | Equipes classificadas para às quartas-de-final. |
|  | Quadrangular de Ascenso ou Permanência          |

|     |                                     |     | Jogos | Jogos | Jogos | Resultados | Resultados | Resultados | Resultados | Resultados | Resultados | Sets | Sets | Sets  | Pontos | Pontos | Pontos |
| Pos | Equipe                              | Pts | T     | V     | D     | 3–0        | 3–1        | 3–2        | 2–3        | 1–3        | 0–3        | V    | P    | R     | V      | P      | R      |
| --- | ----------------------------------- | --- | ----- | ----- | ----- | ---------- | ---------- | ---------- | ---------- | ---------- | ---------- | ---- | ---- | ----- | ------ | ------ | ------ |
| 1   | Regatas Lima                        | 39  | 18    | 13    | 5     | 9          | 2          | 2          | 2          | 3          | 0          | 46   | 21   | 2.190 | 1564   | 1273   | 1.229  |
| 2   | Club Alianza Lima Vóley             | 37  | 18    | 12    | 6     | 4          | 7          | 1          | 2          | 2          | 2          | 42   | 27   | 1.556 | 1586   | 1467   | 1.081  |
| 3   | Universidad de San Martín de Porres | 34  | 18    | 10    | 8     | 7          | 3          | 0          | 4          | 3          | 1          | 41   | 27   | 1.519 | 1553   | 1416   | 1.097  |
| 4   | Sporting Cristal                    | 32  | 18    | 11    | 7     | 5          | 5          | 1          | 0          | 1          | 6          | 34   | 28   | 1.214 | 1155   | 1356   | 0.852  |
| 5   | Universidad César Vallejo           | 32  | 18    | 10    | 8     | 2          | 7          | 1          | 3          | 0          | 5          | 36   | 33   | 1.091 | 1468   | 1480   | 0.992  |
| 6   | Géminis de Comas                    | 31  | 18    | 12    | 6     | 5          | 2          | 5          | 0          | 2          | 4          | 38   | 30   | 1.267 | 1482   | 1417   | 1.046  |
| 7   | Deportivo Jaamsa                    | 24  | 18    | 9     | 9     | 5          | 1          | 3          | 0          | 7          | 2          | 34   | 34   | 1,000 | 1485   | 1470   | 1.010  |
| 8   | Circolo Sportivo Italiano           | 20  | 18    | 7     | 11    | 3          | 2          | 2          | 1          | 6          | 4          | 29   | 39   | 0.744 | 1456   | 1425   | 1.022  |
| 9   | Túpac Amaru                         | 13  | 18    | 4     | 14    | 1          | 2          | 1          | 2          | 4          | 8          | 20   | 46   | 0.435 | 1401   | 1471   | 0.952  |
| 10  | Universidad SISE                    | 8   | 18    | 2     | 16    | 0          | 2          | 0          | 2          | 5          | 9          | 15   | 50   | 0.300 | 1198   | 1546   | 0.775  |

## Playoffs
|  | Quartas-de-final                     | Quartas-de-final                     | Quartas-de-final                     | Quartas-de-final                     | Quartas-de-final                     |   |                      | Semifinais                | Semifinais                        | Semifinais                        | Semifinais                        | Semifinais                        |                                   |                                   | Final                             | Final                        | Final                        | Final                        | Final                        |                             |                             |                             |                             |                             |
|  | 23 de fevereiro a 2 de março de 2019 | 23 de fevereiro a 2 de março de 2019 | 23 de fevereiro a 2 de março de 2019 | 23 de fevereiro a 2 de março de 2019 | 23 de fevereiro a 2 de março de 2019 |   |                      | 8 a 10 de março de 2019   | 8 a 10 de março de 2019           | 8 a 10 de março de 2019           | 8 a 10 de março de 2019           | 8 a 10 de março de 2019           |                                   |                                   | 15, 17 e 24 de março de 2019      | 15, 17 e 24 de março de 2019 | 15, 17 e 24 de março de 2019 | 15, 17 e 24 de março de 2019 | 15, 17 e 24 de março de 2019 |                             |                             |                             |                             |                             |
|  |                                      |                                      |                                      |                                      |                                      |   |                      |                           |                                   |                                   |                                   |                                   |                                   |                                   |                                   |                              |                              |                              |                              |                             |                             |                             |                             |                             |
|  | 1º                                   | Regatas Lima                         | 3                                    | 2                                    | 2                                    |   |                      |                           |                                   |                                   |                                   |                                   |                                   |                                   |                                   |                              |                              |                              |                              |                             |                             |                             |                             |                             |
|  | 8º                                   | Circolo Sportivo Italiano            | 0                                    | 3                                    | 3                                    |   |                      |                           |                                   |                                   |                                   |                                   |                                   |                                   |                                   |                              |                              |                              |                              |                             |                             |                             |                             |                             |
|  | 8º                                   | Circolo Sportivo Italiano            | 0                                    | 3                                    | 3                                    |   | 8º                   | Circolo Sportivo Italiano | 3                                 | 3                                 | -                                 |                                   |                                   |                                   |                                   |                              |                              |                              |                              |                             |                             |                             |                             |                             |
|  |                                      |                                      |                                      |                                      |                                      |   | 8º                   | Circolo Sportivo Italiano | 3                                 | 3                                 | -                                 |                                   |                                   |                                   |                                   |                              |                              |                              |                              |                             |                             |                             |                             |                             |
|  |                                      | 5º                                   | Universidad César Vallejo            | 1                                    | 1                                    | - |                      |                           |                                   |                                   |                                   |                                   |                                   |                                   |                                   |                              |                              |                              |                              |                             |                             |                             |                             |                             |
|  | 4º                                   | 5º                                   | Universidad César Vallejo            | 1                                    | 1                                    | - | Sporting Cristal     | 2                         | 0                                 | -                                 |                                   |                                   |                                   |                                   |                                   |                              |                              |                              |                              |                             |                             |                             |                             |                             |
|  | 4º                                   |                                      |                                      |                                      |                                      |   | Sporting Cristal     | 2                         | 0                                 | -                                 |                                   |                                   |                                   |                                   |                                   |                              |                              |                              |                              |                             |                             |                             |                             |                             |
|  | 5º                                   | Universidad César Vallejo            | 3                                    | 3                                    | -                                    |   |                      |                           |                                   |                                   |                                   |                                   |                                   |                                   |                                   |                              |                              |                              |                              |                             |                             |                             |                             |                             |
|  |                                      |                                      |                                      |                                      |                                      |   |                      |                           |                                   |                                   |                                   |                                   |                                   |                                   | 8º                                | Circolo Sportivo Italiano    | 2                            | 3                            | 2                            |                             |                             |                             |                             |                             |
|  |                                      |                                      | 3º                                   | San Martín de Porres                 | 3                                    | 2 | 3                    |                           |                                   |                                   |                                   |                                   |                                   |                                   |                                   |                              |                              |                              |                              |                             |                             |                             |                             |                             |
|  | 2º                                   | Club Alianza Lima Vóley              | 1                                    | 2                                    | -                                    |   |                      |                           |                                   |                                   |                                   |                                   |                                   |                                   |                                   |                              |                              |                              |                              |                             |                             |                             |                             |                             |
|  | 7º                                   | Deportivo Jaamsa                     | 3                                    | 3                                    | -                                    |   |                      |                           |                                   |                                   |                                   |                                   |                                   |                                   |                                   |                              |                              |                              |                              |                             |                             |                             |                             |                             |
|  | 7º                                   | Deportivo Jaamsa                     | 3                                    | 3                                    | -                                    |   | 7º                   | Deportivo Jaamsa          | 1                                 | 2                                 | -                                 |                                   | Disputa pelo terceiro lugar       | Disputa pelo terceiro lugar       | Disputa pelo terceiro lugar       | Disputa pelo terceiro lugar  | Disputa pelo terceiro lugar  | Disputa pelo terceiro lugar  | Disputa pelo terceiro lugar  | Disputa pelo terceiro lugar | Disputa pelo terceiro lugar | Disputa pelo terceiro lugar | Disputa pelo terceiro lugar | Disputa pelo terceiro lugar |
|  |                                      |                                      |                                      |                                      |                                      |   | 7º                   | Deportivo Jaamsa          | 1                                 | 2                                 | -                                 |                                   | Disputa pelo terceiro lugar       | Disputa pelo terceiro lugar       | Disputa pelo terceiro lugar       | Disputa pelo terceiro lugar  | Disputa pelo terceiro lugar  | Disputa pelo terceiro lugar  | Disputa pelo terceiro lugar  | Disputa pelo terceiro lugar | Disputa pelo terceiro lugar | Disputa pelo terceiro lugar | Disputa pelo terceiro lugar | Disputa pelo terceiro lugar |
|  |                                      | 3º                                   | San Martín de Porres                 | 3                                    | 3                                    | - |                      |                           | 15 de março a 17 de março de 2019 | 15 de março a 17 de março de 2019 | 15 de março a 17 de março de 2019 | 15 de março a 17 de março de 2019 | 15 de março a 17 de março de 2019 | 15 de março a 17 de março de 2019 | 15 de março a 17 de março de 2019 |                              |                              |                              |                              |                             |                             |                             |                             |                             |
|  | 3º                                   | 3º                                   | San Martín de Porres                 | 3                                    | 3                                    | - | San Martín de Porres | 3                         | 15 de março a 17 de março de 2019 | 15 de março a 17 de março de 2019 | 15 de março a 17 de março de 2019 | 15 de março a 17 de março de 2019 | 15 de março a 17 de março de 2019 | 15 de março a 17 de março de 2019 | 15 de março a 17 de março de 2019 | 3                            | -                            |                              |                              |                             |                             |                             |                             |                             |
|  | 3º                                   |                                      |                                      |                                      |                                      |   | San Martín de Porres | 3                         |                                   |                                   |                                   |                                   |                                   |                                   |                                   | 3                            | -                            |                              |                              |                             |                             |                             |                             |                             |
|  | 6º                                   | Géminis de Comas                     | 1                                    | 1                                    | -                                    |   |                      |                           |                                   |                                   |                                   |                                   |                                   |                                   |                                   |                              |                              |                              |                              |                             |                             |                             |                             |                             |
|  |                                      |                                      |                                      |                                      |                                      |   |                      |                           |                                   |                                   |                                   |                                   |                                   |                                   | 5º                                | Universidad César Vallejo    | 2                            | 1                            | -                            |                             |                             |                             |                             |                             |
|  |                                      |                                      |                                      |                                      |                                      |   |                      |                           |                                   |                                   |                                   |                                   |                                   |                                   | 7º                                | Deportivo Jaamsa             | 3                            | 3                            | -                            |                             |                             |                             |                             |                             |

## Classificação final
| Posição           | Equipe                              | Classificação/rebaixamento                                    |
| ----------------- | ----------------------------------- | ------------------------------------------------------------- |
| Medalha de ouro   | Universidad de San Martín de Porres | Sul-Americano de Clubes de 2020--> · LNSV 2019/2020 - Série A |
| Medalha de prata  | Circolo Sportivo Italiano           | LNSV 2019/2020 - Série A                                      |
| Medalha de bronze | Deportivo Jaamsa                    | LNSV 2019/2020 - Série A                                      |
| 4                 | Universidad César Vallejo           | LNSV 2019/2020 - Série A                                      |
| 5                 | Regatas Lima                        | LNSV 2019/2020 - Série A                                      |
| 6                 | Club Alianza Lima Vóley             | LNSV 2019/2020 - Série A                                      |
| 7                 | Sporting Cristal                    | LNSV 2019/2020 - Série A                                      |
| 8                 | Géminis de Comas                    | LNSV 2019/2020 - Série A                                      |
| 9                 | Túpac Amaru                         | Quadrangular Ascenso ou Permanência                           |
| 10                | Universidad SISE                    | Quadrangular Ascenso ou Permanência                           |

## Premiações
| LNSV 2018/2019                                                  |
| --------------------------------------------------------------- |
| Universidad de San Martín de Porres Campeão (5° título Peruano) |

### Individuais
As atletas que se destacaram individualmente foram:
| Maior pontuadora      | Kyla Richey       | USMP             |
| 2° Maior pontuadora   | Diaris Pérez      | Alianza Lima     |
| Melhor central        | Paloma Lopes      | Regatas Lima     |
| 2° Melhor central     | Gina López        | Deportivo Jaamsa |
| Melhor ponteira       | Lisvel Elisa Eve  | Géminis de Comas |
| 2° Melhor ponteira    | Diáris Pérez      | Alianza Lima     |
| Melhor oposto         | Thaisa McLeod     | Sporting Cristal |
| 2° Melhor oposto      | Holly Toliver     | Deportivo Jaamsa |
| Melhor levantadora    | Zaira Manzo       | Deportivo Jaamsa |
| 2° Melhor Levantadora | Cristina Cuba     | Regatas Lima     |
| Melhor líbero         | Mirian Patiño     | Regatas Lima     |
| 2° Melhor líbero      | Esmeralda Sánchez | Alianza Lima     |
| Melhor sacadora       | Holly Toliver     | Deportivo Jaamsa |
| 2° Melhor sacadora    | Sandra Ostos      | Circolo Sportivo |